# Касимов Ядулла
Ядулла Касимов (Касумов) (1901, Російська імперія — ?) — радянський діяч. Член ЦВК Азербайджанської РСР. Член Центральної контрольної комісії ВКП(б) у липні 1930 — січні 1934 року.

## Біографія
Працював робітником на нафтових промислах Баку.
Член РКП(б) з 1919 року.
У 1920-х роках — підручний слюсаря 6-го нафтового промислу Ленінського району міста Баку Азербайджанської РСР.
Подальша доля невідома.